# 대보 (양)
대보(大寶, 550년 ~ 551년 8월)는 양(梁) 간문제(簡文帝) 소강(蕭綱)의 연호이다. 1년 8개월 동안 사용하였다. 551년 8월, 후경(後景)이 간문제를 폐위하고 폐제(廢帝) 소동(蕭棟)을 옹립하면서 개원하였다. 
일반적인 중국의 정사는 폐제 소동 및 후경의 정통성을 인정하지 않기 때문에 552년 11월까지의 사건을 모두 대보 연호로 기록하고 있다.
후에 원제(元帝)가 되는 상동왕(湘東王) 소역(蕭繹)과 무릉왕(武陵王) 소기(蕭紀) 등의 번왕 세력들은 후경이 옹립한 간문제를 정식 군주로 인정하지 않았으며, 간문제의 연호인 대보(大寶) 연호 대신 태청 연호를 칭제 건원 하기 전까지 이어서 사용하였다. 《양서》(梁書) 등의 역사서에는 황태자 신분으로 즉위한 간문제를 정식 군주로 인정하여, 원제가 연호를 승성으로 개원 하기 전 시기를 대보 연호로 기록되고 있다. 

## 개원
- 태청(太淸) 4년 1월 1일[1](550년 2월 2일)에 연호를 대보(大寶)로 개원함.[2][3][4][5]

- 대보(大寶) 2년 8월 17일[6](551년 10월 2일)에 연호를 천정(天正)으로 개원함.[2][3][7][5]

## 연대 대조표
| 대보        | 원년            | 2년        | (3년)           |
| 서기        | 550년           | 551년      | 552년           |
| 간지        | 경오(庚午)      | 신미(辛未) | 임신(壬申)      |
| 동위 (東魏) | 무정(武定) 8년  | -          | -               |
| 북제 (北齊) | 천보(天保) 원년 | 2년        | 3년             |
| 서위 (西魏) | 대통(大統) 16년 | 17년       | 폐제(廢帝) 원년 |

## 동시대 연호

### 한국
신라(新羅)
- 건원(建元) (536년 ~ 551년)
- 개국(開國) (551년 ~ 568년)

### 중국
동위(東魏)
- 무정(武定) (543년 ~ 550년)

북제(北齊)
- 천보(天保) (550년 ~ 559년)

서위(西魏)
- 대통(大統) (535년 ~ 551년)

고창국(高昌國)
- 영평(永平) (549년 ~ 550년)
- 화평(和平) (551년 ~ 554년)

기타 정권
- 후경(侯景) 태시(太始) (551년 ~ 552년)

## 같이 보기
- 다른 왕조의 같은 연호
  - 남한(南漢) 대보(大寶, 958년 ~ 971년)
  - 일본(日本) 다이호(大寶, 701년 ~ 704년)
  - 대리국(大理國) 대보(大寶, 1149년 ~ 1156년)
  - 후 레 왕조(後黎朝) 다이바오(大寶, 1440년 ~ 1442년)

- 중국의 연호 목록